# Storuman (by)
 For alternative betydninger, se Storuman. (Se også artikler, som begynder med Storuman)
Storuman (sydsamisk: Luspie, umesamisk: Lusspie) er en by der er kommunecenter i Storumans kommun i landskapet Lappland i Västerbottens län i Sverige. Storuman ligger ved ved den sydøstlige ende af søen Storuman, ikke langt fra Ume älvs udløb fra den. Europavejene E12 og E45 løber gennem byen. Storuman er også en jernbanestation på inlandsbanan – en delvis nedlagt jernbane, som dog overlever på velvilje og turist-tog i sommerhalvåret.
Der var i 2010 2.207 indbyggere i Storuman.
65°6′N 17°7′Ø / 65.100°N 17.117°Ø